# Алевизос, Джон
Джон Пи́тер Алеви́зос (англ. John Peter Alevizos; 11 декабря 1919, Бостон, Массачусетс, США — 1 августа 2005, Вестон, Массачусетс, США) — американский девелопер, генеральный менеджер профессионального бейсбольного клуба «Атланта Брэйвз» (1976), профессор Бостонского университета. Ветеран Второй мировой войны. Являлся членом Международного совета торговых центров, Гарвардского клуба и Американской ассоциации университетских профессоров.
Будучи активным деятелем греческой диаспоры, являлся президентом приходского совета греческого православного собора Новой Англии, попечителем Греческого колледжа Святого Креста, членом благотворительного фонда «Leadership 100» Греческой православной архиепископии Америки, оказывающего поддержку организациям Американской архиепископии в продвижении и развитии греческого православия и эллинизма в США (был создан в 1984 году под эгидой архиепископа Иакова), а также членом Ордена святого апостола Андрея (архонт депутатос Вселенского Патриархата). Архиепископом Иаковом был награждён Медалью Святого Павла — высшей наградой Американской архиепископии.

## Биография
Родился в греческой семье.
Окончил Бостонский университет со степенями бакалавра и магистра наук. Имел свидетельство об окончании курсов градостроительства в Массачусетском технологическом институте. Также посещал Гарвардскую школу бизнеса.
Служил в Армии США. Принимал участие в Тихоокеанском театре военных действий Второй мировой войны. Был награждён Бронзовой звездой.
В 1969 году, будучи сначала фанатом, а затем тренером по профессиональному бейсболу, стал владельцем «Manchester Yankees», позднее — вице-президентом «Бостон Ред Сокс» (1971—1974) и генеральным менеджером «Атланта Брэйвз» (март-сентябрь 1976).
Владел девелоперской компанией «Alevizos Group».
Преподавал деловое администрирование в Школе менеджмента Бостонского университета.
Умер 1 августа 2005 года в возрасте 85 лет.

## Личная жизнь
На протяжении 59 лет был женат на Куле Ятропулос, в браке с которой имел детей.